# Portobello (televizijska serija)
Portobello nadolazeća je televizijska miniserija redatelja Marca Bellochija. Prve dvije epizode serije imat će svjetsku premijeru 1. rujna 2025., izvan konkurencije na 82. Venecijskom filmskom festivalu.
Očekuje se da će serija globalno biti objavljena na HBO Maxu početkom 2026.

## Radnja
Godine 1983. Enzo Tortora, voditelj zabavne emisije Portobello, uhićen je nakon što je optužen da je član Camorre.

## Glumačka postava
- Fabrizio Gifuni kao Enzo Tortora
- Lino Musella
- Romana Maggiora Vergano
- Barbora Bobuľová kao Anna Tortora
- Carlotta Gamba
- Alessandro Preziosi
- Fausto Russo Alesi
- Salvatore D'Onofrio

## Produkcija
Snimanje je započelo u rujnu 2024. Snimalo se u Rimu, Sardiniji, Kampaniji i Lombardiji.

## Vanjske poveznice
- Portobello u internetskoj bazi filmova IMDb-a